# Комори, Томоми
Томоми Комори (яп. 小森 皆実, род. 18 февраля 1983, Никко, Тотиги) — японская хоккеистка (хоккей на траве), полевой игрок. Участница летних Олимпийских игр 2004 и 2008 годов, чемпионка Азии 2007 года, серебряный призёр летних Азиатских игр 2006 года.

## Биография
Томоми Комори родилась 18 февраля 1983 года в японском городе Никко.
Окончила университет Тэнри, играла в хоккей на траве за его команду. Впоследствии выступала за «ГлаксоСмитКлин» из Никко.
В 2004 году вошла в состав женской сборной Японии по хоккею на траве на летних Олимпийских играх в Афинах, занявшей 8-е место. Играла в поле, провела 6 матчей, забила 3 мяча (два в ворота сборной Новой Зеландии, один — Австралии).
В 2006 году завоевала серебряную медаль хоккейного турнира летних Азиатских игр в Дохе.
В том же году с 6 мячами стала лучшим снайпером олимпийского квалификационного турнира в Риме вместе с японкой Каори Тиба, шотландкой Роной Симпсон и украинкой Мариной Виноградовой.
В 2007 году завоевала золотую медаль чемпионата Азии в Гонконге. Забила 5 мячей.
В 2008 году вошла в состав женской сборной Японии по хоккею на траве на летних Олимпийских играх в Пекине, занявшей 10-е место. Играла в поле, провела 6 матчей, мячей не забивала.